# Wasyl Kraweć
Wasyl Rusłanowycz Kraweć (ukr. Василь Русланович Кравець, ur. 20 sierpnia 1997 we Lwowie) – ukraiński piłkarz, grający na pozycji obrońcy.

## Kariera piłkarska

### Kariera klubowa
Wychowanek klubu Karpaty Lwów, barwy którego bronił w juniorskich mistrzostwach Ukrainy (DJuFL). Pierwszy trener Wasyl Łeśkiw. Karierę piłkarską rozpoczął 13 sierpnia 2015, w drużynie młodzieżowej Karpat Lwów, a 10 maja 2015, debiutował w podstawowym składzie Karpat w meczu z Czornomorcem Odessa. 25 stycznia 2017, został wypożyczony do CD Lugo. 4 lipca 2017, klub wykupił transfer piłkarza. 13 stycznia 2019 zmienił klub na CD Leganés. 15 stycznia 2020, wrócił do CD Lugo, ale już na zasadach wypożyczenia. 14 września 2020, został ponownie wypożyczony, tym razem do Lecha Poznań.

### Kariera reprezentacyjna
Występował w juniorskiej reprezentacji Ukrainy.

## Sukcesy i odznaczenia

### Sukcesy klubowe
- brązowy medalista Juniorskich Mistrzostw Ukrainy U-19: 2014